# بترا أولي
بترا أولي (بالفنلندية: Petra Olli)‏ هي مصارعة الهواة فنلندية، ولدت في 5 يونيو 1994 في Lappajärvi ‏ في فنلندا.

## وصلات خارجية
- بترا أولي على موقع قاعدة بيانات المصارعة الدولية (الإنجليزية)
- بترا أولي على موقع اللجنة الأولمبية الدولية (الإنجليزية)
- بترا أولي على موقع أوليمبيديا (الإنجليزية)